# Odolenka
Odolenka jsou zaniklé lázně na kopci Svatobor jihovýchodně od Odolenova poblíž Hrádku nedaleko od Sušice.

## Historie
Lázně byly postaveny u pramene Wodolenka. Vůbec první písemná zmínka o prameni Wodolenka pochází od Vojtěcha Chanovského, když v latinském spise Šlépěje nábožnosti české vydaném v roce 1659 psal o studánce Vodolenské a o jejím působení. Bohuslav Balbín v roce 1679 popsal zázračné účinky vody z pramene na Svatoboru. Roku 1748 nechal hrabě Jan Ferdinand Desfours asi sto kroků od hrobu Wodolenky postavit kapli k poctě Panny Marie Pomocné. Hrob byl ještě v těch letech označen dřevěnou mříží a byl uctíván. Při výstavbě kaple byl hrob zničen. Kaple byla vysvěcena 18. června 1750 Václavem Weissenregnerem, děkanem sušickým a čestným kanovníkem staroboleslavským.

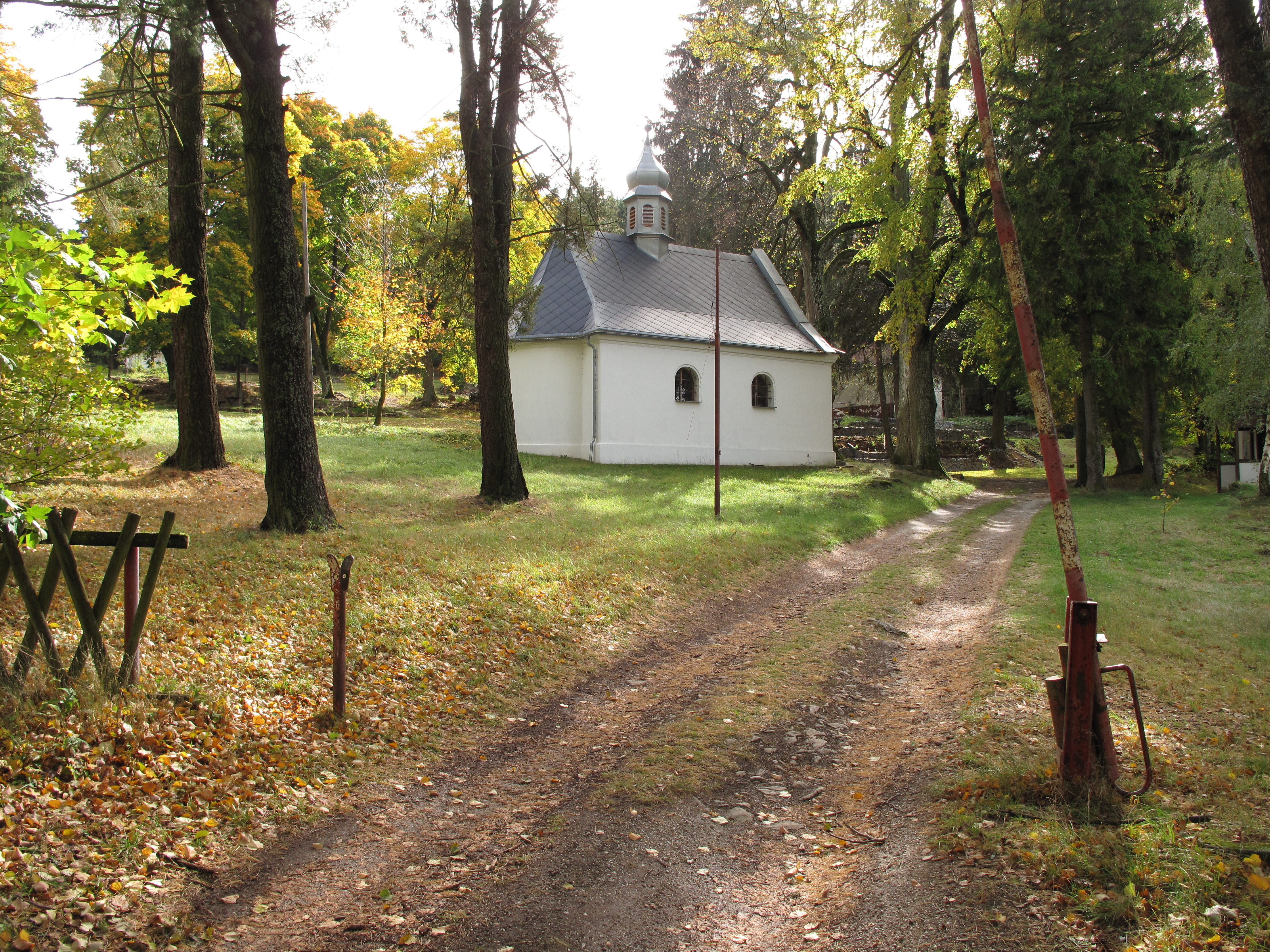
Kaple

V roce 1776 napsal zbynický farář František Hruška obsáhlý rukopis Vodolenka. Daroval jej hraběnce Anně Marii Desfoursové. Spis je uložen ve sbírkách sušického muzea. Farář ve spisu uvedl několik popisů zázračných uzdravení vodou z pramene Wodolenky.
Baronka Antonie Sturmfedrová v roce 1853 započala s nákladnými úpravami lázní. Jednu neděli ke konci srpna 1867 improvizovali v lázních Wodolenka studenti zábavu a k ní dopravili starší klavír, čímž na místo přilákali i hudebního skladatele Bedřicha Smetanu, který tehdy byl hostem v Sušici u pana Angra, kapelníka Národního divadla. Na Wodolence se léčil i spisovatel Ivan Klicpera, jehož pravidelně navštěvovali Josef Gabriel a hrádecký kněz, spisovatel František Pravda. Klicpera napsal na Wodolence pověsti Na stráži a Vodolenka. V roce 1869 se zde léčil herec Jan Kaška, člen Tylovy družiny Prozatímního divadla, jenž v lázních i zemřel. 
Budova lázní byla jako hostinec v provozu ještě několik let po druhé světové válce. Po uzavření hostince několik roků areál pustl a na začátku šedesátých let 20. století byl v areálu lázní vybudován dětský tábor.